# 馬山村
馬山村是一條位於香港港島東部且已消失的村落，位於筲箕灣與西灣河的馬鞍山上，故名馬山村，正確位置是現今東欣苑的山坡上。
馬山村於1950年代初建立，因當時大量難民到港，因有屋荒，故在此山坡上建屋，當時有五、六百戶居住，八十年代因山泥傾瀉而拆卸。

## 鄰近消失村落
- 譚公坑村（大坑村）
- 馬山村

## 外部連結
- 太古舊事[永久]
- 筲箕灣寮屋區